# Roemeense politieke partijen van etnische minderheden
De Roemeense Grondwet heeft 18 zetels in het Kamer van Afgevaardigden. gereserveerd voor partijen en culturele associaties van etnische minderheden in Roemenië. De Democratische Unie van Hongaren in Roemenië, Uniunea Democrată Maghiară din România UDMR is de enige parlementaire partij van een minderheid met meer dan 1 vertegenwoordiger in het Kamer van Afgevaardigden. De partij zit in de regering. Sinds de verkiezingen van 28 november 2004 hebben de volgende partijen en associaties een zetel in het Parlement:
- Associatie van Italianen in Roemenië – Asociația Italienlor din România
- Bulgaarse Unie van het Banaat – Uniunea Bulgara din Banat - România
- Culturele Unie van Roethenen in Roemenië – Uniunea Culturală a Rutenilor din România
- Democratisch Forum van Duitsers in Roemenië – Forumul Democrat al Germanilor din România
- Democratische Unie van Slowaken en Tsjechen in Roemenië – Uniunea Democratică a Slovacilor s,i Cehilor din România
- Democratische Unie van Turko-Islamitische Tataren in Roemenië – Uniunea Democrată a Tătarilor Turco-Musulmani din România
- Federatie van Joodse Gemeenschappen in Roemenië – Federația Comunitatilor Evreiesti din România
- Griekse Unie van Roemenië – Uniunea Elena din România
- Albanese Liga van Roemenië – Liga Albanezilor din România
- Lipoveens-Russische Gemeenschappen van Roemenië – Comunitatea Rușilor Lipoveni din România
- Sociaaldemocratische Partij van Roma in Roemenië – Partida Romilor Social Democrată din România
- Democratische Unie van Turken in Roemenië – Uniunea Democrată Turcă din România
- Unie van Armenen in Roemenië – Uniunea Armenilor din România
- Unie van Kroaten in Roemenië – Uniunea Croaților din România
- Unie van Polen in Roemenië "Dom Polski" – Uniunea Polonezilor din România 'Dom Polski
- Unie van Serviërs in Roemenië – Uniunea Sârbilor din România
- Associatie van Slavische Macedoniërs in Roemenië – Asociația Macedonenilor Slavi din România
- Unie van Oekraïners in Roemenië – Uniunea Ucrainienilor din România

## Websites
- Parliament of Romania, the parliamentary group of the national minorities

Alliantie van Liberalen en Democraten · Alliantie voor de Unie van Roemenen · Democratisch-Liberale Partij · Democratische Unie van Hongaren in Roemenië · Groot-Roemeniëpartij · Humanistischekrachtpartij · Nationale Democratische Partij · Nationaal-Liberale Partij · Nationale Christen-Democratische Boerenpartij · Nationale Unie voor de vooruitgang van Roemenië · Nieuwegeneratiepartij · Nieuwe Republiek · Noua Dreaptă · M10 · Partij Verenigd Roemenië · Red Roemenië-Unie · Roemeense Sociale Partij · Sociaaldemocratische Partij · Partijen van etnische minderheden · Volksbewegingspartij